# Мотидзуки, Дзюн
Дзюн Мотидзуки (яп. 望月 淳 Мотидзуки Дзюн,  род. 22 декабря, 1980, Канагава, Япония) — японская мангака, известная благодаря манге Pandora Hearts. Сотрудничает с издательством Square Enix.

## Творчество
С детства увлекалась рисованием. По собственным словам Мотидзуки, наиболее значительное влияние на её стиль оказала мангака Хирому Аракава. По окончании средней школы пыталась поступить в художественное училище, но не прошла вступительные экзамены. Тем не менее и после этого продолжала рисовать и отослала несколько работ в журнал компании Square Enix, где те привлекли внимание редакции.
Первой опубликованной работой Мотидзуки стал ваншот Pandora Hearts, вышедший в журнале Square Enix и в сюжетном отношении не связанный с будущим одноимённым сериалом этого же автора. В том же журнале была опубликована и следующая работа Мотидзуки — короткий манга-сериал Crimson-Shell.
После этого началась работа над сериальной версией Pandora Hearts, выходившей в журнале Monthly GFantasy, который издаёт компания Square Enix. В создании вселенной этой манги, которую Мотидзуки хотела сделать «весёлой, но с беспокоящими аспектами», автор опиралась на идеи «Алисы в Стране чудес» Льюиса Кэрролла и активно использовала образный ряд викторианской эпохи в костюмах героев и архитектуре.
В ноябре 2015 года в журнале Gangan Joker, также принадлежащем компании Square Enix, началась публикация новой манги Мотидзуки — «Мемуары Ванитаса». В этом сериале объединены образы Парижа XIX века, стимпанковая эстетика и тема вампиров.
В 2010 и 2017 годах Мотидзуки была почётным гостем конвенции Japan Expo, проходящей в Париже, где представляла, соответственно, Pandora Hearts и «Мемуары Ванитаса».

### Манга
- Crimson-Shell[англ.] / «Доспехи цвета крови» (2005—2006, публиковалась в Monthly GFantasy)
- Pandora Hearts / «Сердца Пандоры» (2006—2015, публиковалась в Monthly GFantasy)
- Vanitas no carte / «Мемуары Ванитаса» (2015—н. в., публикуется в Monthly Gangan Joker)

### Романы
- «Ролан — забытый король» (2010) — иллюстратор, автор Ёсино Такуми.
- «Ролан — забытый король 2» (2010) — иллюстратор, автор Ёсино Такуми.

### Артбуки
- Произведения Дзюн Мотидзуки ~Odds & Ends~ (2009)
- Произведения Дзюн Мотидзуки ~There is~ (2015)